# Nationaal kunstmuseum van China
Het Nationaal kunstmuseum van China (vereenvoudigd Chinees: 中国美术馆; traditioneel Chinees: 中國美術館; pinyin: Zhōngguó měishùguǎn) is een museum in China en ligt in het district Dongcheng van Peking, ten noordoosten van de Verboden Stad. Het doel van het museum is om informatie te geven over kunst en de geschiedenis van China. Het museum wordt onderhouden door het Ministerie van Cultuur. Het museum werd in 1958 opgericht, de bouwwerken werden in 1962 afgerond. Tussen 2004 en 2005 werd het museum gerenoveerd en uitgebreid van 30.000 m² expositieruimte tot 35.000 m². In 2016 bezochten meer dan een miljoen personen het museum. De permanente collectie bevat meer dan honderdduizend objecten, waaronder Chinese schilderkunst, porselein en kostuums.